# San Felice Circeo
San Felice Circeo település Olaszországban, Lazio régióban, Latina megyében. Lakosainak száma 10 137 fő (2023. január 1.). San Felice Circeo Terracina és Sabaudia községekkel határos.

## Népesség
A település lakossága az elmúlt években az alábbi módon változott:
| Lakosok száma | 10 025 | 10 054 | 10 137 |
|               | 2017   | 2018   | 2023   |